# Міжнародні регіональні організації
Міжнародні регіональні організації об'єднують країни певного регіону. Вони створюються на основі договору з метою вирішення спільних проблем відповідно до нац. інтересів держав-членів. Сферою діяльності М.р.о. можуть бути питання в межах регіонального співробітництва: спільна безпека, економічна, політична, культурна взаємодія. Глава 8 Статуту ООН передбачає умови створення та діяльності регіональних організацій безпеки. Діяльність М.р.о. має відповідати цілям та принципам Статуту ООН, вони мають сприяти Організації Об'єднаних Націй у вирішенні екон., соціальних, культ. проблем. За сферою компетенції регіональні міжнар. організації поділяються на організації загальної та спеціальної компетенції. Міжнародні регіональні організації, як правило, мають певну орг. структуру та постійно діючі керівні органи. Напр., Організація чорноморського економічного співробітництва (ОЧЕС), Організація з безпеки та співробітництва в Європі (ОБСЄ), Організація американських держав тощо. М.р.о. покликані сприяти розвиткові ефективного двостороннього та багатостороннього співробітництва, стабілізації міжнародних відносин. З метою розвитку прикордонного співробітництва між суміжними регіонами сусідніх європ. держав з 1950-х рр. створювалися т. зв. єврорегіони. З 1990-х рр. українські області беруть участь у діяльності таких єврорегіонів: "Буг", "Карпати", "Верхній Прут", "Нижній Прут". Станом на 2009 Україна є членом наступних Міжнародні регіональні організації: ОБСЄ, ОЧЕС, Центральноєвропейської ініціативи, Співдружності незалежних держав (фактично у статусі спостерігача), ГУАМ (Організація за демократію та економічний розвиток; див. ГУУАМ ). Учасники Міжнародних регіональних організацій , як правило, конкурують між собою за ступінь впливу на рішення та їхнє виконання. За цим критерієм визначається місце певної держави в регіональній ієрархії впливів. Після розпаду СРСР Україна намагається створити альтернативний російському центр інтеграції. Прикладом таких зусиль є неформальна Балтійсько-Чорноморська дуга, яку Росія розглядає у логіці "санітарного кордону", покликаного відділити РФ від Європи. Подібні геополітичні та стратегічні протиріччя обмежують потенціал діяльності існуючих М.р.о. Водночас зазначені організації залишаються полем дипломатичних зусиль, спрямованих на конструктивне вирішення існуючих проблем на основі норм міжнар. права та принципів добросусідства. Виконання зазначених функцій надає сенс існуванню М.р.о. Історія цих організацій закінчується в разі вичерпання предмета співпраці (у процесі європейської інтеграції так було вичерпано функції Європейського об'єднання вугілля і сталі, створеного 1952, але це західноєвроп. регіональне об'єднання після підписання Римського договору 1957 увійшло до структури Європейського економічного співтовариства, а після підписання Маастрихтського договору 1992 про створення Європейського Союзу в 2002 припинило свою діяльність). Може зменшуватися кількість держав-членів міжнар. регіональної організації. Напр., створена 1960 Європейська асоціація вільної торгівлі після вступу 1973 до Європейського економічного співтовариства Великої Британії, Данії та Ірландії втратила чверть своїх членів, а після вступу до ЄС Швеції, Австрії та Фінляндії (1995) опинилася на периферії європ. екон. співпраці. Приклад ряду африканських регіональних організацій із обмеженим потенціалом співпраці та гострими протиріччями свідчить про можливість конфронтаційного варіанту розпаду міжнар. регіональної організації. Внаслідок цього посилюється заг. нестабільність міжнар. відносин. Зазначена тенденція особливо властива для періодів глобальних екон. криз та зміни формату систем міжнар. відносин.